# Moses Nsanyi Sainge
Moses Nsanyi Sainge (1974 - ) es un botánico camerunés que desarrolla sus actividades científicas en la "Unidad Forestal Korup", en el Parque Nacional Korup, Mundemba, Camerún.

## Algunas publicaciones
- th. Franke, m.n. Sainge, r. Agerer. 2004. A new species of Afrothismia (Burmanniaceae; tribe: Thismieae) from the western foothills of Mount Cameroon. Blumea 49
- moses n. Sainge, thassilo Franke, reinhard Agerer. 2005. A New Species of Afrothismia (Burmanniaceae, Tribe Thismieae) from Korup National Park, Cameroon. Willdenowia 35 ( 2 ): 287-291
- -----, -----. 2008. A new species of Afrothismia (Burmanniaceae) from Cameroon. Nordic J. of Botany 23 ( 3 ): 299-303

## Honores

### Epónimos
- (Burmanniaceae) Afrothismia saingei T.Franke[1]

- La abreviatura «Sainge» se emplea para indicar a Moses Nsanyi Sainge como autoridad en la descripción y clasificación científica de los vegetales.[2]